# Élisabeth de Neyrat
Élisabeth de Neyrat, née Élisabeth Babec le 30 septembre 1926 à Saint-Cyprien-sur-Dourdou (Aveyron) et morte le 24 février 2015 à La Seyne-sur-Mer, est une écrivaine française. Elle est la seconde de trois sœurs. Son pseudonyme est emprunté à sa grand-mère maternelle.